# Mario Ferreiro
Mario Aníbal Ferreiro Sanabria (Asunción, 30 de mayo de 1959) es un presentador, periodista y político paraguayo que fungió como intendente municipal de Asunción de 2015 a 2019.

## Biografía
Realizó sus estudios primarios en el colegio Cristo Rey de Asunción. Realizó sus estudios universitarios en la carrera de Comunicación Social en la Universidad Católica.
En 1979, llegó al Sistema Nacional de Televisión, canal donde pasaría el mayor tiempo de su carrera profesional.
Durante varios años, fue el conductor de La mañana de cada día y del noticiero 24 Horas, dos de los programas con mayor audiencia del Sistema Nacional de Televisión. Fue locutor en Aspen Classic 102.7 FM durante casi quince años (1998-2012). Escribió para el diario ABC Color durante doce años (1999-2011). En 2008 fue designado corresponsal de CNN en Español en las Elecciones Generales del 20 de abril de 2008, que dieron la victoria a Fernando Lugo. 
También condujo el ciclo radial Mario x 800, por la emisora La Unión AM 800, así bien como en los programas El mañanero (2013-2015), transmitido por LaTele y La Bitácora (2014) por Red Guaraní.

## Carrera política
Tras más de treinta años en la televisión, Mario Ferreiro decidió entrar a la política en abril de 2012. En un principio unido a la concertación Frente Guasú, se alejó de la misma por diferencias políticas con Fernando Lugo y otros dirigentes, y decide presentarse como candidato por la Concertación Avanza País. El 21 de abril de 2013 Ferreiro cayó en las elecciones ante Horacio Cartes, el candidato del Partido Colorado. Después de su derrota, Ferreiro regresó a los medios de comunicación.
En el año 2015, Ferreiro decide volver a retirarse de los medios de comunicación, para postular su candidatura a Intendente Municipal de la ciudad de Asunción por la Concertación Avanza País en alianza con el Partido Liberal Radical Auténtico; en varias encuestas es dado como favorito, mientras en otras encuestas lo dan en segundo lugar ante su principal rival, el economista y entonces intendente Arnaldo Samaniego, candidato por la Asociación Nacional Republicana.
En 2015 Ferreiro se postuló como candidato para la intendencia de Asunción por la concertación Avanza País, en alianza con el Partido Liberal Radical Auténtico, y el 15 de noviembre resultó ganador superando a su principal rival, Arnaldo Samaniego (Asociación Nacional Republicana) por más de 23000 votos, terminando con 15 años del partido colorado en la intendencia de Asunción.
Fue intendente de la ciudad de Asunción desde el 19 de diciembre de 2015 hasta el 20 de diciembre de 2019. Renunció luego de que la fiscalía paraguaya iniciara una investigación por una supuesta recaudación paralela.

## Radio
- Aspen Classic 102.7 FM (1998-2012)
- La Unión AM 800 Mario x 800 (2013-2015)
- Radio Canal 100 100.1 FM, Romance 104.5 FM y Latina 97.1 FM (2020-presente)

## Televisión
- Noticieros - Conductor (1979-2012): SNT
- Informativo del mediodía - Conductor (2003-2004): SNT
- La mañana de cada día - Conductor (1989-1992, 2003-2012): SNT
- Noche tras Noche - Conductor (1993): SNT
- Vía Libre - Conductor (1994-1996): SNT
- Acción - Conductor (1997-1999): SNT
- Tal para Cual - Conductor (2000): SNT
- El Mañanero - Conductor (2013-2015): LaTele
- Baila conmigo Paraguay - Jurado de reemplazo (2013): Telefuturo
- El saber va contigo - Jurado de reemplazo (2013-Temporada 5) (2015-Temporada 9)-Jurado Titular (2020-2022 Temporada 14, 15 y 16): Trece
- La Bitácora - Conductor (2014-2015): Red Guaraní
- Info 18 Horas - Conductor (2021-presente): Mega TV
- Conversando la Noche - Conductor (2021-presente): Mega TV
- Pulso Urbano - Conductor (2022-2025): SNT
- Temprano a la Tarde - Conductor (2024-presente): Mega TV

## Libros
Durante su carrera periodística, Mario Ferreiro presentó varios libros de cuentos y de humor:
- Tranvía (2009).
- Sonría por favor (2011).
- La casa vacía (2012).

## Premios
- Premio Alfredo Seiferheld por el Comité Olímpico (2007).
- Premios Luis Alberto del Paraná (2011).